# روجر ليبرانشو
روجر لبرانشو (22 يوليو 1922 - 10 يناير 2025)، هو مجدف فرنسي. تنافس في منافسات الثماني رجال في دورة الألعاب الأولمبية الصيفية عام 1948. خلال الحرب العالمية الثانية، سُجن ليبرانشو كعضو في المقاومة الفرنسية لمدة عامين في معسكرين للاعتقال قبل أن يتمكن من الهروب.
توفي ليبرانشو في 10 يناير 2025، عن عمر يناهز 102 عامًا 

## روابط خارجية
روجر ليبرانشو على موقع الاتحاد الدولي للتجديف (الإنجليزية)
- روجر ليبرانشو على موقع اللجنة الأولمبية الدولية (الإنجليزية)
- روجر ليبرانشو على موقع أوليمبيديا (الإنجليزية)